# Ric Berger
Ric Berger   (Yens, 16 d'agost de 1894 - Morges, 4 d'agost de 1984) (1894-1984) va ser un professor suís de disseny, decoració i història de l'art. És més conegut pels seus nombrosos articles periodístics sobre monuments històrics, principalment a la part francòfona de Suïssa, incloent els seus propis dibuixos dels edificis. A través d'aquests articles, va contribuir a un augment de l'interès pels monuments històrics i els escenaris entre moltes persones fins ara desinformats, i probablement també va contribuir indirectament a un interès més ampli en la conservació i l'estalvi de monuments històrics de la destrucció.
A principis de la dècada de 1970, va publicar mostres dels seus escrits de diaris en llibres que eren, i encara són, apreciats per historiadors i arqueòlegs aficionats. És llegit amb més precaució en els cercles universitaris, sent conegut com un "vulgarisador" i reflectint essencialment l'estat del coneixement en el període de les seves publicacions, principalment en la dècada de 1950. Com a professor actiu també, va escriure articles sobre heràldica, sobre la història de l'alfabet i sobre els hàbits de dibuix dels nens.

## Activitats lingüístiques auxiliars internacionals
Ric Berger va passar la major part de la seva vida involucrada amb les llengües auxiliars internacionals, donant suport a quatre durant el transcurs de la seva vida. Berger era un defensor extremadament actiu de qualsevol llengua que recolzés en aquell moment, mentre que tendia a criticar fortament a altres, incloent-hi les llengües que havia recolzat anteriorment.